# Gerrhopilus
Gerrhopilus — єдиний рід родини неотруйних змій Gerrhopilidae інфраряду Scolecophidia. раніше належав до родини сліпунів. має 15 видів. Лише у 2010 році виділено в окрему родину.

## Опис
Загальна довжина представників цього роду коливається від 12 до 30 см. Голова невелика. Морда помітно видається вперед. Головні щитки пристосовані до копального способу життя. Череп щільний, компактний, з менш розвиненим кінетизмом, ніж у більш еволюційно розвинених змій. Рот знаходиться на нижній поверхні голови. Очі редуковані, втім вільний від щитків. Особливістю цих змій є наявність сальних залоз на голові, особливо на горлі та підборідді, найменше їх на ростральному та носових щитках. Інша відмінність — розділені передочі або очні щитки, перекриття передочного щитка другим верхньогубним. Тулуб надзвичайно тонкий.
Забарвлення зазвичай коричневе, чорне, оливкове з різними відтінками. Черево світліше за спину.

## Спосіб життя
Полюбляють тропічні ліси, гірські місцини. Більшість життя проводять під землею, риючи ходи та нори. Активні вночі. Харчуються безхребетними.
Це яйцекладні змії.

## Розповсюдження
Мешкають у Південній, Південно-Східній Азії.

## Види
- Gerrhopilus andamanensis
- Gerrhopilus ater
- Gerrhopilus beddomii
- Gerrhopilus bisubocularis
- Gerrhopilus ceylonicus
- Gerrhopilus depressiceps
- Gerrhopilus floweri
- Gerrhopilus fredparkeri
- Gerrhopilus hades
- Gerrhopilus hedraeus
- Gerrhopilus inornatus
- Gerrhopilus mcdowelli
- Gerrhopilus mirus
- Gerrhopilus oligolepis
- Gerrhopilus tindalli